# Friedrich Bonte
Friedrich Bonte (19 octobre 1896 à Potsdam – 10 avril 1940 à Narvik) était un officier de la marine militaire allemande. Il a commandé la flottille de destroyers qui a transporté les troupes d'invasion à Narvik lors de l'invasion allemande de la Norvège en avril 1940.

## Carrière dans la marine
Né à Potsdam, Bonte a rejoint la marine impériale allemande comme aspirant en avril 1914 sous le commandement d'un Leutnant en juillet 1916. Il a été promu Oberleutnant en septembre 1920, Kapitänleutnant en avril 1926, Korvettenkapitän en septembre 1933, Fregattenkapitän en avril 1937, et Kommodore en février 1940. En novembre 1938, il reçut le commandement de la Flottille de destroyers, et en avril 1939, il a été promu Kapitän zur See. Le 24 octobre 1939, Bonte est nommé commandant d'une flottille de patrouilleurs lance-torpille. Il a cédé le commandement des patrouilleurs à la fin de novembre 1939, mais a assuré le commandement des destroyers jusqu'à sa mort.

## Narvik
Lors de l'invasion allemande de la Norvège, Bonte commandait les destroyers du Groupe d'invasion 1 composé de dix destroyers transportant 2 000 hommes de la 3e division de montagne, sous les ordres du général Eduard Dietl, le 9 avril 1940. Dans la matinée du 10 avril, la flottille est attaquée dans le fjord de Narvik par des destroyers britanniques sous le commandement du capitaine Bernard Warburton-Lee (en). Dans la bataille qui s'ensuit, le bateau de Bonte, le destroyer Wilhelm Heidkamp, explose, touché par une torpille, tuant Bonte et la plupart de son équipage. Pour son courage, Bonte reçut la croix de fer à titre posthume.